# ليتون (كوينزلاند)
ليتون، هي ضاحية خارجية على ضفاف النهر في مدينة بريزبان ، كوينزلاند ، أستراليا.
كانت المنطقة التاريخية قاعدة بحرية مهمة بعد بناء حصن ليتون بين عامي 1880 و 1881. حمى الحصن المدينة وطرق الشحن من الغزوات المعادية خلال الفترة الاستعمارية حيث كانت بريزبان قريبة من الحامية البحرية الفرنسية في نوميا. 